# Сиглиути, Наталья
Ната́лья Сигли́ути (англ. Natalia Cigliuti; род. 6 сентября 1978, Нью-Йорк, Нью-Йорк) — американская актриса и модель уругвайского происхождения. Наиболее известна по роли Линдси Уарнер в телесериале «Спасённые звонком: Новый класс».

## Биография
Сиглиути родилась в Нью-Йорке. Она начала свою актёрскую карьеру в четырнадцать лет, когда местное модельное агентство обнаружило в ней задатки модели. В пятнадцать лет она получила свою первую роль — Линдси Уарнер в телесериале «Спасённые звонком: Новый класс». За этим последовали другие работы на телевидении, в том числе главные роли в сериалах «Тихие палисады», «Беверли-Хиллз, 90210»; и многочисленные гостевые роли в таких сериалах, как «C.S.I.: Место преступления Майами».
Сиглиути присоединилась к актёрскому составу «Все мои дети» в феврале 2004 года в роли Аниты Сантос. В марте 2006 года она ушла из сериала после двух лет участия в шоу. Она также появилась в главной роли в сериале «Адвокатская практика».

## Личная жизнь
Наталья живёт в Нью-Йорке, Род-Айленде и Калифорнии. Свободно владеет испанским языком.
В 2004—2013 годах Сиглиути была замужем за Робом Риццо. Их сын Кэйден Роберт Риццо родился 2 июля 2005 года.
3 января 2016 года Сиглиути вышла замуж за Мэтта Пассмора. 26 августа 2021 года у супругов родился сын Кэшел Грэм Пассмор.

## Фильмография

### Кино
| Год  | Название на русском        | Название на английском      | Роль          | Примечания |
| ---- | -------------------------- | --------------------------- | ------------- | ---------- |
| 1999 | Суперагент Саймон          | Simon Sez                   | Клэр Фэнс     |            |
| 1999 | Ограбление                 | Held Up                     | Велма         |            |
| 2002 | Кровавое шоу               | Reality Check               | Серендипити   |            |
| 2010 | Небесный форсаж            | Kill Speed                  | Розанна       |            |
| 2011 | Что будет дальше           | What Happens Next           | Роз           |            |
| 2015 | Приключения Джо Грязнули 2 | Joe Dirt 2: Beautiful Loser | доктор Сью    | Видео      |
| 2016 | Обмен                      | Traded                      | Нелл          |            |
| 2017 |                            | Drunk Parents               | Бетти Донелли |            |

### Телевидение
| Год       | Название на русском               | Название на английском           | Роль                    | Примечания                                         |
| --------- | --------------------------------- | -------------------------------- | ----------------------- | -------------------------------------------------- |
| 1993-1995 | Спасённые звонком: Новый класс    | Saved by the Bell: The New Class | Линдси Уарнер           | Главная роль; 65 эпизодов                          |
| 1997      | Беверли-Хиллз, 90210              | Beverly Hills, 90210             | Хлоя Дэвис              | Второстепенная роль; 4 эпизода                     |
| 1997      | Тихие палисады                    | Pacific Palisades                | Рэйчел Уиткерр          | Главная роль; 13 эпизодов                          |
| 1997      | Несчастливы вместе                | Unhappily Ever After             | Франческа               | Experimenting in College, The Ghost and Mr. Malloy |
| 1999-2000 | Третий лишний                     | Odd Man Out                      | Пейдж Уитни             | 13 эпизодов                                        |
| 2000      | Шоу 70-х                          | That '70s Show                   | приятная девушка        | Parents Find Out                                   |
| 2000      | Сабрина — маленькая ведьма        | Sabrina, the Teenage Witch       | Минди                   | House of Pi’s                                      |
| 2000      | ВИП                               | V.I.P.                           | Кейтлин Китридж         | ExValibur                                          |
| 2001      |                                   | Some of My Best Friends          | Джоди                   | Shaggy Dog Story                                   |
| 2002      |                                   | The Random Years                 | Кейси                   | Главная роль; 7 эпизодов                           |
| 2001      | Романтическая комедия 101         | Romantic Comedy 101              | Дженнифер               | ТВ фильм                                           |
| 2002      |                                   | St. Sass                         | Эван                    | ТВ фильм                                           |
| 2003      | C.S.I.: Место преступления Майами | CSI: Miami                       | Тони                    | Tinder Box                                         |
| 2004-2006 | Все мои дети                      | All My Children                  | Анита Сантос Уарнер     | Главная роль                                       |
| 2008-2009 | Адвокатская практика              | Raising the Bar                  | Роберта «Бобби» Гиларди | Главная роль; 24 эпизода                           |
| 2010      | Mass Effect 2                     | Mass Effect 2                    | Моринт (голос)          | Видео-игра                                         |
| 2010      | Dragon Age: Origins – Awakening   | Dragon Age: Origins – Awakening  | Сигрун (голос)          | Видео-игра                                         |
| 2010-2011 | Бросок кобры: G.I. Joe: Дезертиры | G.I. Joe: Renegades              | Скарлетт (голос)        | Главная роль; 25 эпизода                           |
| 2011      | Данни Ловински                    | Danni Lowinski                   | Шарлотта                | ТВ фильм                                           |
| 2011      | Болота                            | The Glades                       | детектив Сэм Харпер     | Второстепенная роль; 5 эпизодов                    |
| 2013      | 90210: Новое поколение            | 90210                            | Елена Бёрнс             | You Can't Win 'em All                              |
| 2013      |                                   | The Preacher's Mistress          | Сидни                   | ТВ фильм                                           |